# Рубіна Ірфан
Рубіна Ірфан (урду روبینہ عرفان; англ. Rubina Irfan; нар. 5 серпня 1965 року) — пакистанська політична діячка, член Пакистанської Мусульманської Ліги (англ. Pakistan Muslim League), і голова жіночого крила партії. З березня 2012 року вона обіймала посаду сенатора Пакистану. У 2002 році вона була обрана до провінційних зборів Белуджистану. У 2007—2012 роках вона обіймала посаду міністра права в Белуджистані. Одружена з Агою Ірфаном Карімом, колишнім членом Асамблеї Белуджистану. Є матір'ю футболістів Рахіли Зармін і Шахліли Балоч, остання з яких загинула у автокатастрофі у 2016 році.